# 웨딩 소나타
《웨딩 소나타》(영어: Picture Perfect)는 미국에서 제작된 글렌 고든 캐런 감독의 1997년 로맨틱 코미디 영화이다. 제니퍼 애니스턴, 제이 모어, 케빈 베이컨 등이 출연하였고, 어윈 스토프 등이 제작에 참여하였다.

## 줄거리
뉴욕 광고 회사에 다니는 케이트는 부하 직원으로 기혼자를 선호하는 유부남을 상사를 두고 있다. 케이트의 동료 다시는 케이트를 돕기 위해 케이트가 전에 결혼식에 같은 하객으로 참석해 함께 사진을 찍었을 뿐인 닉과 약혼을 했다고 선의의 거짓말을 한다. 덕분에 케이트는 승진을 하지만 상사가 소위 약혼자를 만나고 싶어하면서 일이 꼬인다.
케이트는 닉이 있는 보스턴에 찾아가 자신의 사기극에 어울려주는 한편 상사와의 저녁 식사 자리에서 자신과 결별하는 시늉을 해달라고 부탁한다. 케이트에게 마음을 둔 닉은 이에 응하는데...

## 출연
- 제니퍼 애니스턴 - 케이트 모즐리 역
- 제이 모어 - 닉 역
- 케빈 베이컨 - 샘 메이페어 역
- 올림피아 두카키스 - 리타 모즐리 역
- 일리아나 더글러스 - 다시 오닐 역
- 케빈 던 - 머서 씨 역
- 페이스 프린스 - 머서 부인 역
- 앤 투미 - 실라 역
- 존 로스먼 - 짐 대븐포트 역
- 어밀리아 캠벨 - 수전 역
- 파란 타히르 - 사지트 역
- 피터 맥로비, 제나 스턴 - 광고 회사 중역 역
- 벌리나 로건 - 광고 회사 접수 담당자 역
- 숀 패트릭 토머스 -  광고 회사 조사원 역
- 안드레이아 벤더월드 - 임신한 친구 역
- 케일리 쿼코 - 결혼식의 소녀 역
- 그레그 그런버그

## 제작
이 영화는 1996년 6월, 7월에 촬영되었다.

## 기타 제작진
- 배역: 메리 커훈
- 미술: 래리 풀턴
- 의상: 제인 로빈슨